# Turbanella pacifica
Turbanella pacifica is een buikharige uit de familie Turbanellidae. Het dier komt uit het geslacht Turbanella. Turbanella pacifica werd in 1974 voor het eerst wetenschappelijk beschreven door Schmidt. 